# 梨园镇
梨园镇是中华人民共和国北京市通州区下辖的一个镇。

## 历史
梨园镇一带1946年为张家湾、大稿村乡所辖区域，1956年分属土桥乡和大稿村乡，1958年9月成为张家湾人民公社所辖区域，1961年10月成为土桥和大稿村两个人民公社的范围。1965年5月，土桥、大稿村人民公社撤销，原土桥人民公社所属小街、梨园、北杨洼以及原大稿村人民公社所属刘老公庄、西小马庄之西的11个村划归城关人民公社，其余归张家湾人民公社所辖。
1972年，通县增划梨园人民公社，将张家湾人民公社西北部18个自然村、城关人民公社西南部14个自然村划为梨园公社辖域。1983年7月28日，梨园人民公社改为梨园乡，因当时乡政府驻梨园村而得名，1986年乡政府迁至车里坟，但乡名仍为梨园，1990年2月撤乡设镇:79。
1997年10月，梨园地区办事处成立，原梨园镇建制撤销。经2000年6月20日第76次市长办公会议批准，梨园镇人民政府于2000年7月8日成立，梨园镇建制得以恢复，梨园地区办事处的牌子继续保留。
2020年5月11日，《北京市通州区人民政府关于变更部分行政区划的通知》发布，提出撤销梨园地区办事处，保留镇建制。

## 生态环境
建有梨园主题公园，梨园城市森林公园正在建设中。

## 行政区划
梨园镇下辖以下地区：
万盛北里社区、京洲园社区、群芳园社区、颐瑞西里社区、	颐瑞东里社区、欣达园社区、曼城家园社区、大方居社区、通景园社区、新城乐居社区、怡然社区、群芳一园社区、通大家园社区、大方居北区社区、晟世嘉园社区、颐瑞北区社区、群芳雅园社区、车里坟村、三间房村、北杨洼村、九棵树村、东总屯村、西总屯村、李老公庄村、梨园村、刘老公庄村、小街一队村、小街二队村、小街三队村、西小马庄村、半壁店村、孙王场村、孙庄村、砖厂村、公庄村、大稿村、小稿村、魏家坟村、东小马庄村、大马庄村、高楼金村、曹园村和将军坟村。

## 交通
北京地铁1号线八通线、7号线经过。